# Spathiphyllum schlechteri
Spathiphyllum schlechteri (Engl. & K.Krause) Nicolson – gatunek wieloletnich, wiecznie zielonych roślin zielnych z rodzaju skrzydłokwiat, z rodziny obrazkowatych, występujący w południowo-wschodniej Nowej Gwinei, zasiedlający równikowe lasy deszczowe.